# Aphrodite (album de Wink)
Cette page contient des caractères spéciaux ou non latins. S’ils s’affichent mal (▯, ?, etc.), consultez la page d’aide Unicode.
Pour les articles homonymes, voir Aphrodite (homonymie).
Albums de Wink
Raisonné
(1992) Brunch
(1993)
Singles
Αφροδιτη (tel qu'écrit en alphabet grec sur la pochette), généralement transcrit Aphrodite (アプロデーテ), est le 10e album original du duo Wink, sorti en 1993.

## Présentation
L'album sort le 25 juin 1993 au Japon sous le label Polystar, cinq mois après le précédent album du groupe, Nocturne. Il est produit par  Keiichi Suzuki. Il n'atteint que la 33e place de l'Oricon, signe d'une constante baisse des ventes du groupe depuis deux ans, et ne reste classé que pendant trois semaines.
Trois des chansons de l'album étaient déjà parues en singles : Eien no Lady Doll sur le single homonyme de février, et Kekkon Shō Ne et Maboroshi ga Sakenderu sur le single de mai Kekkon Shō Ne. Quatre autres chansons sont interprétées en solo : Natsu ni Aenakute et Oshiete par Shoko Aida (qui a écrit et composé la dernière), et Save My Love et I Wanna Leave You par Sachiko Suzuki (qui a écrit la dernière sous le pseudonyme "Miyoko.A").
L'album ne contient cette fois qu'une seule reprise de chanson occidentale adaptée en japonais : Eien no Lady Doll, une reprise de la chanson française Voyage, voyage de Desireless sortie en single en 1987, écrite par Jean-Michel Rivat et Dominique Dubois.

## Liste des titres
| 1.  | Kekkon Shō Ne (結婚しようね)                                      | Chinfa Kan / Satoshi Kadokura / S. Kadokura      |  |
| 2.  | Natsu ni Aenakute (夏に会えなくて)                                | Rui Serizawa / Kanji Ishikawa / Ryo Yonemitsu    |  |
| 3.  | Fishselfish                                                       | Wakako Kaku / Yasuhiro Kido / Ryoumei Shirai     |  |
| 4.  | Save My Love (SAVE MY LOVE)                                       | Rui Serizawa / Syoko Suzuki / Ryoumei Shirai     |  |
| 5.  | Watashi Mitai ni Ii Kagen na Kareshi (私みたいにいいかげんな彼氏) | Chinfa Kan / Melo Osny / Melo Osny               |  |
| 6.  | Tsuki to Taiyō (月と太陽)                                         | Arika Takarano/ Tetsuro Kashibuchi/ T.Kashibuchi |  |
| 7.  | Eien no Lady Doll (永遠のレディードール)                          | Neko Oikawa / D.Dubois / Motoki Funyama          |  |
| 8.  | Maboroshi ga Sakenderu (幻が叫んでる)                             | Neko Oikawa / Satoko Suzuki / Sushi Ebi          |  |
| 9.  | I Wanna Leave You                                                 | Miyoko.A / Satoshi Kadokura / Satoshi Kadokura   |  |
| 10. | Oshiete (おしえて)                                                | Shoko Aida / Shoko Aida / Satoshi Kadokura       |  |